# 687 до н. е.

## Події
Манасія, після смерті батька, царя Єзекії, залишається одноосібним правителем Юдеї.